# Beaulieu-sous-la-Roche
 (novembre 2021).
Pour les articles homonymes, voir Beaulieu et La Roche.
Beaulieu-sous-la-Roche est une commune française située dans le département de la Vendée et la région des Pays-de-la-Loire.
Ses habitants sont les Bellolocustres.

## Géographie
Le territoire municipal de Beaulieu-sous-la-Roche s’étend sur 2 577 hectares. L’altitude moyenne de la commune est de 49 mètres, avec des niveaux fluctuant entre 20 et 69 mètres,.
La commune est située à 20 km de La Roche-sur-Yon, 30 km des Sables-d'Olonne, 7 km d'Aizenay et 8 km de La Mothe-Achard.

Ses nombreux sentiers pédestres, sa place centrale à l'ombre des tilleuls, sa cour des Arts et ses terrasses végétales bordant le Jaunay donnent à la commune un côté bucolique.
|          | Aizenay                      |            |
| Martinet | Beaulieu-sous-la-Roche       | Venansault |
|          | Saint-Georges-de-Pointindoux | Landeronde |

### Climat
Pour des articles plus généraux, voir Climat des Pays de la Loire et Climat de la Vendée.
En 2010, le climat de la commune est de type climat océanique franc, selon une étude du CNRS s'appuyant sur une série de données couvrant la période 1971-2000. En 2020, Météo-France publie une typologie des climats de la France métropolitaine dans laquelle la commune est exposée à un climat océanique et est dans la région climatique  Bretagne orientale et méridionale, Pays nantais, Vendée, caractérisée par une faible pluviométrie en été et une bonne insolation.
Pour la période 1971-2000, la température annuelle moyenne est de 12,3 °C, avec une amplitude thermique annuelle de 13,6 °C. Le cumul annuel moyen de précipitations est de 832 mm, avec 12,2 jours de précipitations en janvier et 6,1 jours en juillet. Pour la période 1991-2020, la température moyenne annuelle observée sur la station météorologique de Météo-France la plus proche, « La Mothe Achard », sur la commune des Achards à 7 km à vol d'oiseau, est de 12,8 °C et le cumul annuel moyen de précipitations est de 959,1 mm,. Pour l'avenir, les paramètres climatiques de la commune estimés pour 2050 selon différents scénarios d'émission de gaz à effet de serre sont consultables sur un site dédié publié par Météo-France en novembre 2022.

## Urbanisme

### Typologie
Au 1er janvier 2024, Beaulieu-sous-la-Roche est catégorisée bourg rural, selon la nouvelle grille communale de densité à sept niveaux définie par l'Insee en 2022.
Elle est située hors unité urbaine. Par ailleurs la commune fait partie de l'aire d'attraction de La Roche-sur-Yon, dont elle est une commune de la couronne,. Cette aire, qui regroupe 45 communes, est catégorisée dans les aires de 50 000 à moins de 200 000 habitants,.

### Occupation des sols
L'occupation des sols de la commune, telle qu'elle ressort de la base de données européenne d’occupation biophysique des sols Corine Land Cover (CLC), est marquée par l'importance des territoires agricoles (90,9 % en 2018), en diminution par rapport à 1990 (95,1 %). La répartition détaillée en 2018 est la suivante : 
terres arables (48,8 %), prairies (24,5 %), zones agricoles hétérogènes (17,7 %), zones urbanisées (6,6 %), forêts (2,5 %). L'évolution de l’occupation des sols de la commune et de ses infrastructures peut être observée sur les différentes représentations cartographiques du territoire : la carte de Cassini (XVIIIe siècle), la carte d'état-major (1820-1866) et les cartes ou photos aériennes de l'IGN pour la période actuelle (1950 à aujourd'hui).

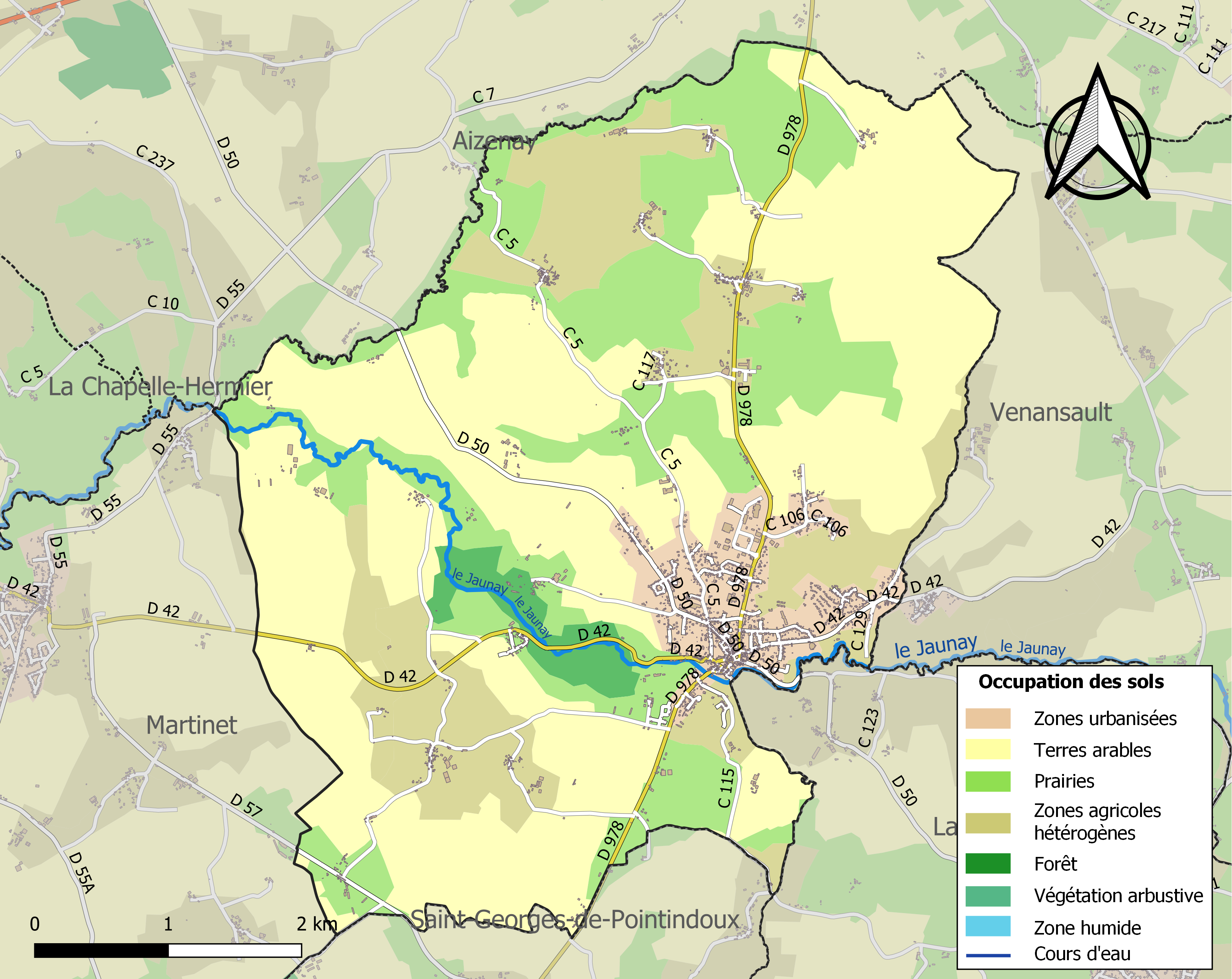
Carte des infrastructures et de l'occupation des sols de la commune en 2018 (CLC).

## Toponymie
Beaulieu vient du latin « bellus locus », « lieu beau », endroit agréable à habiter.

De nombreuses communes portent ce nom unique. Pour éviter les confusions , on indique le département entre parenthèses : ce sont Beaulieu (Ardèche), Beaulieu (Cantal), Beaulieu (Côte-d'Or), Beaulieu (Hérault), Beaulieu (Indre), Beaulieu (Isère), Beaulieu (Haute-Loire), Beaulieu (Nièvre), Beaulieu (Orne), Beaulieu (Puy-de-Dôme). Certaines communes ont adjoint, pour se différencier, un mot indiquant leur situation : Beaulieu-sous-la-Roche, Beaulieu-sur-Mer, Beaulieu-sur-Loire, Beaulieu-sur-Layon, Beaulieu-sur-Dordogne, Beaulieu-les-Fontaines, Beaulieu-sur-Sonnette, Beaulieu-sur-Oudon, Beaulieu-en-Argonne, Beaulieu-lès-Loches, Beaulieu-sous-Parthenay.

La gentilé des habitants de Beaulieu est très variée: Beaulieusard, Beaulieurois, Bellilocien, Bellieurain, Bellilocois, Belliloquois, Belliloqueteux, Belliquière, Berlugan, Beloudonien.
En poitevin, la commune est appelée Bealeù.

## Histoire
Au IVe siècle, saint Hilaire, évêque de Poitiers fut un grand missionnaire et un pasteur efficace pour tout le Poitou qui s'étendait de Poitiers à l'océan. Parmi ses disciples, on trouve Benoît d'Aizenay qui vraisemblablement eut pour mission de répandre la Bonne Nouvelle dans le pays d'Herbauges (région de Montaigu à l'océan).
On pense que Benoît résidait près d'Aizenay. C'est là qu'il meurt en 360. Il fut un envoyé de l'évêque. On le dit « évêque rural ».
Si on ne connaît pas la date exacte de la construction de l'église, on peut penser que vers l'an mille, un lieu de prières fut construit à proximité du château. Les premiers desservants de la nouvelle église étaient sans doute des moines bénédictins venant du Haut-Poitou.
Quand vers 1059, l'église est donnée en partie aux moines de Talmont et non à ceux de Noirmoutier qui desservaient Aizenay, on y trouve un prêtre et non un vicaire. Le « prêtre » étant à la fois prieur et curé. Le prieur ayant la charge d'administrer au temporel les biens de l'abbaye, tandis que le curé avait la charge pastorale. On rencontre aussi parfois des vicaires et des sous-prieurs.
En 1533, l'évêque de Luçon envoie un diacre faire la visite des paroisses du diocèse. À Beaulieu, il rencontre 13 prêtres dont un prieur (11 ne résident pas à Beaulieu).
Quelques années plus tard, les « réformés » jettent le trouble dans la province. Des luttes sanglantes résultent de l'affrontement catholiques-protestants. Les églises sont « occupées », comme le déclare un texte de 1564 qui nous apprend qu’à cette date, 41 curés du diocèse de Luçon sont aux mains des réformés, c’est le cas de Beaulieu.
On sait qu'un château seigneurial existait à Beaulieu-sous-la-Roche depuis le IXe ou Xe siècle. Au XVe siècle, le domaine est divisé en deux châtellenies, celles des Chateigniers et celle des Bellevilles. Fait très rare, les deux juridictions siégeaient dans le même château.
Dans un écrit du XVe siècle, le seigneur de Beaulieu dit que le château est bâti « entre l'église et mon étang », établi sur le Jaunay.
Le château sera détruit, sans doute sur ordre de Richelieu alors aux affaires.
On ne sait pas si l’église fut construite avant le château ou vice versa, si celle-ci était la chapelle du château ou l'église paroissiale. En 1860, le clocher de l'église est rénové.
À nouveau, en 1998, des travaux sont entrepris pour la restauration de l'église. Le clocher est refait à l'identique de ce qui existait, mais avec des pierres de « Richemond », plus dures qui résistent mieux au temps que le tuffeau utilisé lors de la première rénovation.
Le 1er janvier 2010, après avoir fait cavalier seul pendant 17 ans, la commune est entrée dans la communauté de communes du Pays-des-Achards qui regroupait déjà 10 communes du canton.

## Politique et administration

### Liste des maires
| Période                                    | Période                       | Identité                             | Étiquette | Qualité |
| ------------------------------------------ | ----------------------------- | ------------------------------------ | --------- | --- |
| 30 janvier 1790                            |                               | Pierre-Alexandre Lansier             |           | |
| 15 août 1791                               |                               | Pierre Menanteau                     |           | |
| 8 décembre 1792                            |                               | François-Louis Pyneau                |           | |
| 26 août 1795                               |                               | Louis Tougeron                       |           | |
| 31 mars 1797                               |                               | François-Louis Pyneau                |           | |
| 5 février 1798                             |                               | Pasquet                              |           | Nommé président provisoire |
| 1er vendémiaire an VII (22 septembre 1798) |                               | Marquis                              |           | |
| 24 janvier 1799                            |                               | Louis-Vincent Pyneau                 |           | Nommé président temporaire |
| 12 vendémiaire an IX (5 octobre 1800)      |                               | Jacques Pyneau                       |           | |
| 24 nivôse an XI (15 janvier 1802)          |                               | Eustache Vernauil                    |           | Nommé par le préfet |
| 10 pluviôse an XII (1er février 1804)      |                               | Louis-Vincent Pyneau                 |           | |
| 28 nivôse an XIII (19 janvier 1805)        |                               | Jacques Gourdon                      |           | |
| 15 avril 1809                              |                               | André Mercier de Lepinay             |           | |
| 1815                                       |                               | Guillaume de Rorthais                |           | |
| 1817                                       |                               | André Mercier de Lepinay             |           | |
| 1830                                       |                               | Dr Phillippe Pelletier               |           | |
| 1835                                       |                               | Pierre Bulteau                       |           | |
| 1837                                       |                               | Guillaume de Rorthays                |           | Titré officier de l’état civil (absence de maire) |
| 1838                                       |                               | Pierre-Thomas Himène de Fontevaux    |           | |
| 1840                                       |                               | Marie-Armand Delavauguyon            |           | Notaire |
| 1843                                       | 1846[réf. nécessaire] (décès) | André Mercier de Lepinay             |           | |
| 1846                                       | 1846                          | Jacques Tesson                       |           | Adjoint faisant fonction de maire |
| 1846                                       | 1848                          | Dr Philippe Pelletier                |           | Médecin |
| 1848                                       |                               | Guillaume de Rorthays                |           | |
| 1850                                       |                               | Pierre Chaillot                      |           | Propriétaire |
| 1852                                       |                               | Joseph Bertrand                      |           | |
| 1856                                       |                               | Charles Lécrivain                    |           | Notaire |
| 1858                                       |                               | Pierre Chaillot                      |           | Maire par intérim |
| 1859                                       |                               | Dr Edmond Pelletier                  |           | Médecin |
| 1867                                       |                               | Honoré Chaillot                      |           | Maire par intérim |
| 1867                                       |                               | Charles-Henri Picard                 |           | Notaire |
| 1870                                       |                               | Eugène Praud                         |           | Maire par intérim |
| 1871                                       |                               | Guillaume de Rorthays                |           | |
| 1874                                       |                               | Henri Servanteau de La Brunière      |           | |
| 1879                                       |                               | Jean-Baptiste Arnaud                 |           | Négociant |
| 1896                                       | 1896 (démission)              | Henri Tesson du Plessis              |           | |
| 1896                                       |                               | Arthur de Beauregard de La Guissière |           | |
| 1901                                       |                               | Jean-Baptiste Arnaud                 |           | |
| 1908                                       |                               | Alfred de Rorthays                   |           | |
| 1920                                       |                               | Raymond de Rorthays                  |           | Propriétaire Camérier du pape Pie XI Conseiller général de la Vendée, élu dans le canton de La Mothe-Achard (1934-1940) Nommé conseiller départemental en 1943[réf. nécessaire] |
| 1944                                       |                               | Gaston Mercier                       |           | |
| 1945                                       | 1971                          | Eugène Gautier                       |           | Apiculteur |
| 1971                                       | 1989                          | Philippe Mallard                     |           | Pharmacien |
| 1989                                       | 21 mars 2008                  | Jean-Jacques Mercier,                |           | Chef d’entreprises |
| 21 mars 2008                               | 2 novembre 2017 (démission)   | Maurice Poissonnet,                  |           | Enseignant |
| 2 novembre 2017                            | 25 mai 2020                   | Claude Groussin,                     |           | Cadre administratif à la Mutualité sociale agricole retraité |
| 25 mai 2020                                | 28 janvier 2025 (démission)   | Bernard Gauvrit,                     |           | Préparateur en pharmacie retraité |
| 28 janvier 2025                            | En cours (au 28 janvier 2025) | Nathalie Fraud                       |           | Animatrice périscolaire |
| Les données manquantes sont à compléter.   |                               |                                      |           | |

### Rattachements administratifs et électoraux

#### Rattachements administratifs
Historiquement, la municipalité de Beaulieu est le chef-lieu d’un canton de Beaulieu, compris dans le district des Sables-d’Ollonne et le département de la Vendée au début de la Révolution.
Sous le Consulat, la commune rejoint le canton de La Motte-Achard (commune dont le nom évolue en La Mothe-Achard au cours du XIXe siècle) situé dans l’arrondissement des Sables-d’Olonne et le département de la Vendée.
Beaulieu-sous-la-Roche est actuellement comprise dans l’arrondissement des Sables-d’Olonne, le département de la Vendée ainsi que la région des Pays-de-la-Loire.

#### Rattachements électoraux
Beaulieu-sous-la-Roche fait partie du canton de Talmont-Saint-Hilaire pour l’élection des conseillers départementaux. Avant le scrutin de 2015, la commune est comprise dans le périmètre du canton de La Mothe-Achard. En 2021, Céline Peigney et Maxence de Rugy sont désignés pour représenter le canton de Talmont-Saint-Hilaire au conseil départemental de la Vendée.
S’agissant de l’élections des députés à l’Assemblée nationale, la commune est d’abord rattachée à la troisième circonscription du département de la Vendée en 1958, puis, à la deuxième à la suite du découpage de 1986. En 2022 et 2024, Béatrice Bellamy est élue députée dans cette circonscription ; au Palais Bourbon, elle siège sur les bancs du groupe Horizons.

#### Rattachements intercommunaux
Historiquement isolée dans le paysage des intercommunalités à fiscalité propre, la commune rejoint la communauté de communes du Pays-des-Achards au 1er janvier 2010. Au titre de l’adhésion à ce regroupement et compte tenu du poids démographique de la commune dans ce dernier, le conseil municipal de Beaulieu-sous-la-Roche pourvoit trois des vingt-trois sièges au sein du conseil communautaire, son organe délibérant (soit 13 % des délégués). En outre, la déléguée Nathalie Praud est membre de l’organe exécutif de la communauté de communes en tant que 6e vice-présidente à partir de 2020.

### Jumelages
En 1999, Beaulieu-sous-la-Roche et six autres communes dont la dénomination reprend — avec ou sans déterminatif — la terminologie de Beaulieu forment l’Alliance des Beaulieu de France. Ce regroupement organise chaque année des échanges en organisant des sorties dans l’une des communes adhérentes. En outre, tous les quatre ans, des camps de jeunes sont mis sur pied à tour de rôle dans ces dernières,.
En 2020, l’Alliance des Beaulieu de France réunit onze des vingt-trois communes et communes déléguées de France, selon son propre recensement. Avec Beaulieu-sous-la-Roche, il s’agit de Beaulieu (Cantal), Beaulieu (Indre), Beaulieu (Isère), Beaulieu (Orne), Beaulieu-lès-Loches (Indre-et-Loire), Beaulieu-sur-Dordogne (Corrèze), Beaulieu-sur-Layon (Maine-et-Loire), Beaulieu-sur-Loire (Loiret), Beaulieu-sur-Mer (Alpes-Maritimes) et Beaulieu-sur-Oudon (Mayenne).

## Population et société

### Démographie

#### Évolution démographique
L'évolution du nombre d'habitants est connue à travers les recensements de la population effectués dans la commune depuis 1793. Pour les communes de moins de 10 000 habitants, une enquête de recensement portant sur toute la population est réalisée tous les cinq ans, les populations de référence des années intermédiaires étant quant à elles estimées par interpolation ou extrapolation. Pour la commune, le premier recensement exhaustif entrant dans le cadre du nouveau dispositif a été réalisé en 2008.

En 2022, la commune comptait 2 366 habitants, en évolution de +7,59 % par rapport à 2016 (Vendée : +5,33 %, France hors Mayotte : +2,11 %).
| 1793  | 1800 | 1806 | 1821  | 1831  | 1836  | 1841  | 1846  | 1851  |
| ----- | ---- | ---- | ----- | ----- | ----- | ----- | ----- | ----- |
| 1 367 | 962  | 979  | 1 139 | 1 248 | 1 755 | 1 780 | 1 870 | 1 400 |

| 1856  | 1861  | 1866  | 1872  | 1876  | 1881  | 1886  | 1891  | 1896  |
| ----- | ----- | ----- | ----- | ----- | ----- | ----- | ----- | ----- |
| 1 435 | 1 412 | 1 408 | 1 367 | 1 434 | 1 445 | 1 492 | 1 553 | 1 616 |

| 1901  | 1906  | 1911  | 1921  | 1926  | 1931  | 1936  | 1946  | 1954  |
| ----- | ----- | ----- | ----- | ----- | ----- | ----- | ----- | ----- |
| 1 583 | 1 642 | 1 647 | 1 419 | 1 432 | 1 406 | 1 280 | 1 315 | 1 243 |

| 1962  | 1968  | 1975  | 1982  | 1990  | 1999  | 2006  | 2008  | 2013  |
| ----- | ----- | ----- | ----- | ----- | ----- | ----- | ----- | ----- |
| 1 303 | 1 261 | 1 303 | 1 482 | 1 632 | 1 727 | 1 907 | 1 963 | 2 118 |

| 2018  | 2022  | - | - | - | - | - | - | - |
| ----- | ----- | - | - | - | - | - | - | - |
| 2 225 | 2 366 | - | - | - | - | - | - | - |

#### Pyramide des âges
En 2018, le taux de personnes d'un âge inférieur à 30 ans s'élève à 33,5 %, soit au-dessus de la moyenne départementale (31,6 %). À l'inverse, le taux de personnes d'âge supérieur à 60 ans est de 26,8 % la même année, alors qu'il est de 31,0 % au niveau départemental.
En 2018, la commune comptait 1 114 hommes pour 1 111 femmes, soit un taux de 50,07 % d'hommes, légèrement supérieur au taux départemental (48,84 %).
Les pyramides des âges de la commune et du département s'établissent comme suit.
| Hommes | Classe d’âge | Femmes |
| ------ | ------------ | ------ |
| 1,0    | 90 ou +      | 2,5    |
| 6,5    | 75-89 ans    | 8,0    |
| 17,2   | 60-74 ans    | 18,4   |
| 20,1   | 45-59 ans    | 19,0   |
| 19,9   | 30-44 ans    | 20,4   |
| 13,7   | 15-29 ans    | 13,2   |
| 21,5   | 0-14 ans     | 18,5   |

| Hommes | Classe d’âge | Femmes |
| ------ | ------------ | ------ |
| 0,8    | 90 ou +      | 2,2    |
| 8,7    | 75-89 ans    | 11,1   |
| 20,3   | 60-74 ans    | 21,3   |
| 20     | 45-59 ans    | 19,4   |
| 17,5   | 30-44 ans    | 16,8   |
| 15     | 15-29 ans    | 13,2   |
| 17,7   | 0-14 ans     | 16,1   |

### Enseignement
Beaulieu-sous-la-Roche possède une école publique élémentaire et maternelle se nommant l'école René Goscinny ; cette école comporte 6 classes accueillant 148 élèves. Il y a aussi une école privée catholique se nommant  l'école de la Croix des Vignes ; cette école comporte 5 classes pour 128 élèves accueillis en 2020.
Beaulieu-sous-la-Roche est dans le secteur du collège public Jacques-Laurent de la commune des Achards et dans le secteur préférence du lycée public d'Aizenay Colette Le Bret.

### Manifestations culturelles et festivités
- Festival Les Hivernales : spectacles organisés par la communauté de communes du Pays-des-Achards de novembre à mars
- Festival Théâtre à Cour : représentations théâtrales dans la Cour des Arts durant en période estivale
- Fête de l'été avec feu d'artifice
- Festival Jaunay'Stivales : spectacles organisés par la communauté de communes du Pays-des-Achards
- Rallye Côte de Lumière, organisé durant le premier week-end de septembre
- Marchés de Noël : organisé sur trois jours, le premier week-end de décembre

### Village d'art
Beaulieu est nommée village d'art. Avec sa cour des artistes derrière l'église, il rassemble peintres, sculpteurs, souffleurs de verre, relieurs, calligraphes, potiers, libraires... Les touristes aiment visiter ces artisans dans un cadre rural. La petite place du marché ombragée entourée des commerces de proximité apporte au village une chaleur que le visiteur apprécie.

### Marché de Noël
La commune a été la première à lancer en 1992 le Marché de Noël en Vendée. Tous les premiers week-ends de décembre c'est une centaine d'exposants qui vient vendre sa production, ce qui fait de l'événement un des plus importants marchés de Noël de l'Ouest de la France. La commune voit alors son nombre d'habitants multiplié par dix le temps d'un week-end.
À l'occasion de cet événement, une exposition de crèches et villages miniatures animés "La féérie des Santons", comportant plus de 600 santons traditionnels, est organisée jusqu'à la fin du mois de janvier.
Depuis 2009, trois vitrines animées, rappelant celles des grands magasins parisiens, sont réalisées autour de la place du Marché. Elles représentent la maison du père Noël et son atelier de fabrication des jouets, une cuisine investie par les rats, à la manière du film Disney Ratatouille et enfin un véritable laboratoire de chimie contrôlé par des animaux.

### Santé
Malgré un contexte de désertification médicale en Vendée, Beaulieu comporte 4 médecins généralistes réunis au sein d'un cabinet médicale communale.
En face, il y a le pôle santé de Beaulieu-sous-la-roche qui regroupe des professionnels de santé, il y a 4 infirmières libérales , une podologue , deux ostéopathes , une diététicienne et une psychologue.
Enfin , sur la commune de Beaulieu se trouve un cabinet dentaire et une pharmacie.

### Sports
Les clubs de sports sont au nombre de 14, selon l'annuaire de la commune. Ils proposent des sports variés, qu'ils soient collectifs ( Football, Basket, Volley-Bal) ou individuel ( Tennis, Pétanque...).
La commune disposent d'un complexe sportif rue du stade qui se compose d'une salle omnisports, d'un stade en gazon synthétique, et une salle de jeux de raquette. Une autre salle appelé localement "salle des 1000 clubs" est aussi disponible pour l'accueille des activités des associations.

### Médias
La commune a son propre magazine d'information distribué par la municipalité avec le Bello loco, ce magazine présentant les élus municipaux, les projets en cours sur la commune et les associations de la Commune. Le Bello loco inclut les trois dernières retranscriptions des conseils municipaux. Le Bello loco parait deux fois par an, en janvier-février et en juillet . Le petit bello complète l'information communale sur le conseil municipal en paraissant deux fois par an en octobre et en avril.
La commune se situe dans l'aire de distribution de plusieurs journaux régionaux et locaux :
- le quotidien Ouest-france qui diffuse son quotidien dans l'ensemble du grand-ouest français ( Pays de la loire , Normandie , Bretagne ) et qui a une édition locale quotidienne vendée avec un correspondant sur la commune .
- l'hebdomadaire le Journal du Pays yonnais , un journal local centré sur l'information locale et sur les communes du Pays Yonnais et de la Vie et qui a un correspondant sur la commune .
- l'hebdomadaire le Journal des Sables  , un journal présentant les informations locale et qui est centré sur les communes du littoral vendéen .

### Cultes
Sur le territoire de Beaulieu se trouve l'église catholique Saint-Jean-Baptiste. Cette église est consacrée depuis le  XIVe siècle et a été restaurée en 2018. Une messe est célébrée toutes les trois semaines, le dimanche matin.
Hormis ce lieu de culte il n'y a pas d'autres lieux de culte ouvert à Beaulieu-sous-la-Roche.

## Économie

### Entreprises et commerces
La commune est avant tout rurale, avec une grande part accordée à l'élevage, laitier et allaitant. On trouve également un domaine viticole à l'Atrie et un élevage d'escargots à l'Augisière.
Les principales entreprises locales sont regroupées dans la zone d'activités du Chantenay et dans la zone artisanale de l'Augisière : Ets Brochard (construction de remorques agricoles), SARL Bonneau-Trichet (construction matériel agricole), SAS Praud (matériel de boulangerie), Ets Mercier (alimentation animale)...
Une carrière est également en exploitation.

## Culture locale et patrimoine

### Lieux et monuments

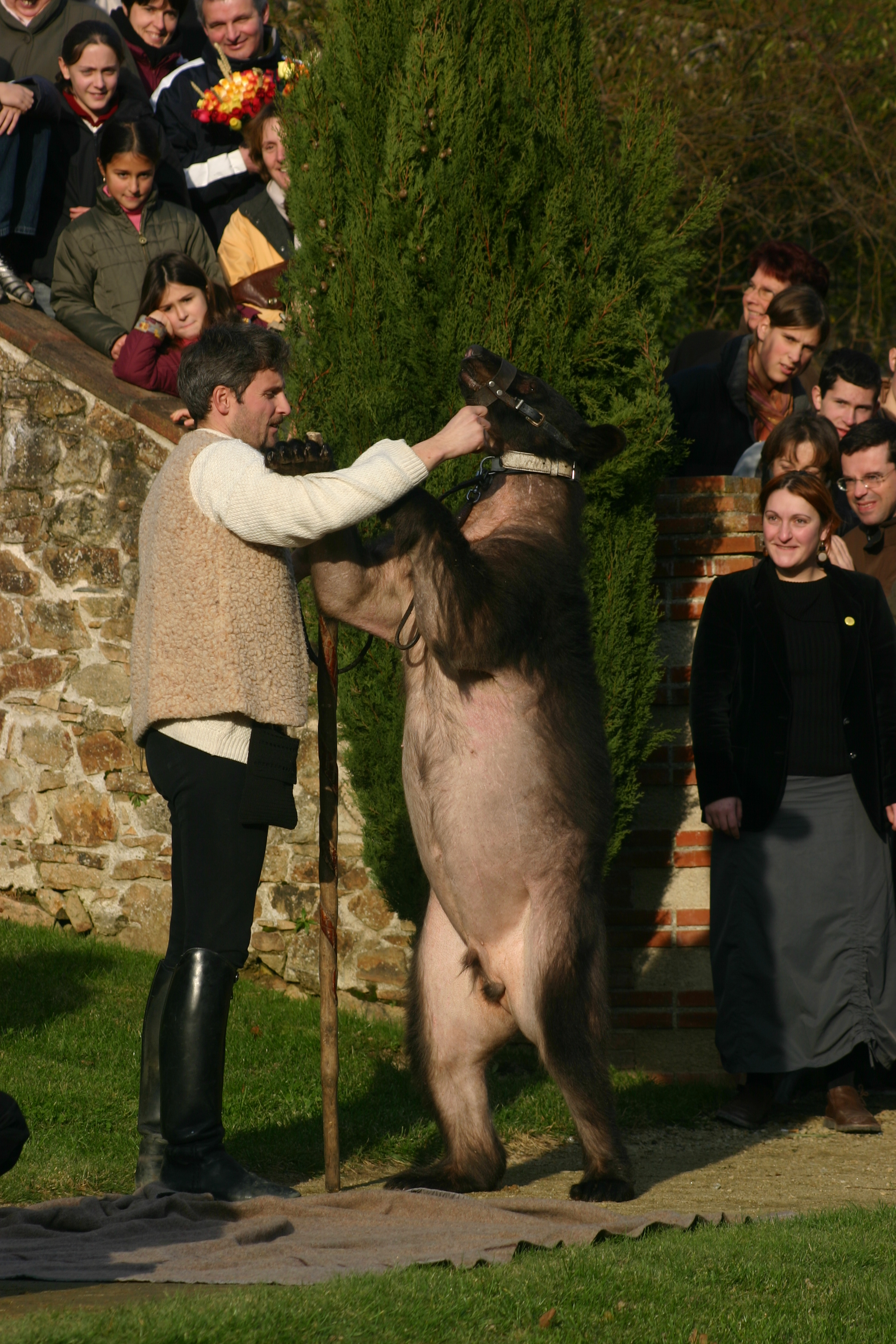
Au marché de Noël, spectacle d'ours.

Dans le bourg, les visiteurs pourront apprécier l'église rénovée et éclairée, la Cour des Arts, la place du Marché à l'ombre des tilleuls, les vieilles maisons de pierre. Derrière l'église et la cour des arts, le parc des Terrasses du Jaunay, a été restauré avec des vieilles pierres et surplombe aujourd'hui le ruisseau du Jaunay qui traverse le village.
Les nombreux chemins de randonnées permettent d'apprécier les paysages boisés et les sites insolites : chemins creux, sources, ruisseaux traversés au niveau de gués, bocage vendéen... On pourra apprécier les différents châteaux surplombant le Jaunay : la Guissière, les Forges, la Rochette. Des hameaux sont également particulièrement mis en valeur, comme le Plessis aux Moines, l'Augisière ou encore la Vacherie.

### Personnalités liées à la commune
- Benjamin Rabier né en 1864 dans la commune. Il a notamment dessiné le célèbre dessin de la vache rouge de la Vache qui rit. Il est aussi l'inspirateur de Tintin : il dessine en 1897 l'album Tintin Lutin ou apparaît un personnage avec une houppette et un pantalon de golf. Surtout, le voyage de Benjamin Rabier à moto jusqu'à Moscou va pousser Hergé à le prendre comme modèle pour son premier album Tintin au pays des Soviets.

### Héraldique
| Blason | Blasonnement : Écartelé : au premier, de gueules aux cinq tours d'or ordonnées en sautoir ; au deuxième, d'azur aux trois fleurs de lys d'or, à la bordure cousue de gueules ; au troisième, d'argent à la croix ancrée de gueules, à la bordure de sable chargée de huit besants d'or ; au quatrième, gironné de vair et de gueules de douze pièces ; à la croix d'argent chargée d'un bâton prieural au naturel posé en pal, brochant sur l'écartelé. |